# Karang Are (Talang Padang)
Karang Are is een bestuurslaag in het regentschap Empat Lawang van de provincie Zuid-Sumatra, Indonesië. Karang Are telt 785 inwoners (volkstelling 2010).